# Bill Ackman
William Albert Ackman (nascido em 11 de maio de 1966) é um investidor bilionário americano e gerente de fundos de cobertura que é o fundador e diretor executivo da Pershing Square Capital Management, uma empresa de gestão de fundos de cobertura. Sua abordagem de investimento fez dele um investidor ativista. Desde 2024, o patrimônio líquido de Ackman foi estimado em US$ 9,3 bilhões pela Forbes.

## Carreira

### Gotham Partners
Em 1992, Ackman fundou a empresa de investimentos Gotham Partners com David P. Berkowitz, também formado em Harvard. A empresa fez pequenos investimentos em empresas públicas. Em 1995, Ackman fez parceria com a empresa de seguros e imóveis Leucadia National para licitar o Rockefeller Center. Embora não tenham vencido o negócio, a oferta gerou interesse em Gotham por parte dos investidores: três anos depois, Gotham tinha $500 milhões em ativos sob gestão (AUM).

### Pershing Square Capital Management
Em 2004, com $54 milhões de seus fundos pessoais e de seu ex-parceiro de negócios Leucadia National, Ackman fundou a Pershing Square Capital Management .

## Estilo de investimento
Ackman disse que seus investimentos de maior sucesso sempre foram controversos e que sua primeira regra de investimento é "fazer uma decisão ousada na qual ninguém acredite".
Após um desempenho fraco em 2015-2018, Ackman disse aos investidores em janeiro de 2018 que voltaria ao básico cortando pessoal, encerrando as visitas de investidores que estavam consumindo seu tempo e se voltando a fazer pesquisas. No ano seguinte, a Pershing Square retornou 58,1%, o que a Reuters diz que a qualificou como "um dos fundos de cobertura de melhor desempenho do mundo" para 2019.

## Filantropia
Ele é signatário do Giving Pledge, comprometendo-se a doar pelo menos 50% de sua riqueza para causas beneficentes até o final de sua vida.